# تپه ینگه‌ارخی
تپه ینگه ارخی مربوط به دوره اشکانیان - دوره ساسانیان است و در شهرستان ساوه، روستای نوبران واقع شده و این اثر در تاریخ ۱۰ آذر ۱۳۵۴ با شمارهٔ ثبت ۱۱۹۶ به‌عنوان یکی از آثار ملی ایران به ثبت رسیده است.